# タイ・オイル
タイ・オイル（英語: Thai Oil, 略称TOP）は、タイの石油精製メーカー。PTT傘下。
タイ国内の製油能力の約20%を占め、石油製品製造のほか、エタノールの生産開発も行っている。
SET 50 Indexの採用銘柄である。(2008年2月現在)

## 子会社
- タイオイル・パワー
- タイ・ルーブベース
- タイ・パラキシレン